# Max de Terra
Max de Terra (6 de outubro de 1918 — 29 de dezembro de 1982) foi um automobilista suíço que participou do Grande Prêmio da Suíça de Fórmula 1 em 1952 e 1953.